# Costituzione del Messico
La Costituzione Politica degli Stati Uniti Messicani (in spagnolo Constitución Política de los Estados Unidos Mexicanos) del 1917 è la Costituzione vigente in Messico. 
Fu promulgata dal Congresso Costituente il 5 febbraio 1917, nella città di Querétaro, con il generale Venustiano Carranza primo Presidente Costituzionale del paese. Il suo testo è la consacrazione di molti postulati sociali della rivoluzione messicana.
La Costituzione del 1917 è un apporto della tradizione giuridica messicana al costituzionalismo universale, dato che fu la prima costituzione della storia che include i diritti sociali, due anni prima della Costituzione tedesca di Weimar (1919).
Il Giorno della Costituzione, 5 febbraio, è considerato come parte delle Feste Nazionali in Messico, commemorando la promulgazione di entrambe le Costituzioni del 1857 e del 1917.

## Antecedenti
La promulgazione della Costituzione del 1917 è il risultato diretto della Rivoluzione Messicana; questa Costituzione prese come base fondamentale la Costituzione del 1857. Altri documenti presi in considerazione per la redazione della Nuova Costituzione furono:
- L'atto costitutivo della Federazione.
- La Costituzione Federale degli Stati Uniti Messicani del 1824.
- Le sette Leggi Costituzionali del 1835-1836.
- Le basi organiche della Repubblica Messicana del 1843.
- L'atto Costitutivo e di Riforma del 1847.
- La Costituzione Federale degli Stati Uniti Messicani del 1857.
- Il Programma del Partito Liberale Messicano del 1906.

## Caratteristiche
In questo testo si rinvengono molte delle idee che motivarono la Rivoluzione messicana, evidenziando un marcato contenuto sociale e del rafforzamento dello stato.
La Costituzione messicana vigente è conformata da due parti: quella dogmatica e quella organica.
Nella prima, vengono definite le Garanzie Individuali e vengono riconosciuto diritti e libertà sociali:
- diritto alla Libertà, abolendo la schiavitù considerando "libero" qualsiasi individuo all'interno dei confini nazionali.
- diritto alla libertà d'espressione, associazione e transito, libertà essenziali della nazione messicana.
- diritto all'educazione, essendo questa affidata allo stato in forma laica e gratuita.
- diritto al possesso di armi da fuoco per la sicurezza personale e per la legittima difesa.
- diritto allo sciopero e all'organizzazione dei lavoratori in sindacati.
- diritto alla libera professione del culto.
- giornata lavorativa massima di 8 ore.
- diritto al lavoro degno e socialmente utile.

La parte organica corrisponde alla divisione dei poteri dell'Unione e il funzionamento delle istituzioni dello Stato, stabilendo:
- una forma di governo messicano come una repubblica federale, rappresentativa e popolare;
- i poteri dell'Unione siano divisi in potere esecutivo (Presidente della Repubblica), potere legislativo (Onorevole Congresso dell'Unione), potere giudiziario (Suprema Corte della Giustizia della Nazione);
- la rielezione del presidente è proibita;
- la creazione del Comune Libero;
- la riforma agraria.

## Anticlericalismo nella Costituzione del 1917
La Costituzione messicana del 1917 prevedeva originariamente alcuni articoli anticlericali:
- l'articolo 3 rendeva obbligatoria l'istruzione laica nelle scuole messicane;
- l'articolo 5 metteva fuori legge i voti religiosi e gli ordini religiosi;
- l'articolo 24 proibiva il culto fuori dagli edifici ecclesiastici;
- con l'articolo 27 alle istituzioni religiose era negato il diritto di acquisire, detenere o amministrare beni immobili e tutti i beni ecclesiastici, compresi quelli di scuole e ospedali, che furono dichiarati proprietà nazionale;
- con l'articolo 130 i membri del clero erano esclusi dal diritto di voto attivo e passivo.

### Le modifiche del 1992
Il 28 gennaio 1992 questi articoli sono stati emendati. Nella Costituzione vigente rimangono però alcuni articoli che limitano l'attività delle istituzioni religiose in nome del principio di laicità delle istituzioni:
- con l'articolo 27 alle istituzioni religiose (e alle associazioni benefiche, pubbliche e private) è dato il permesso di possedere e amministrare solo i beni indispensabili ai propri fini, e secondo i termini di legge;
- con l'articolo 130 i membri del clero possono esercitare il diritto di voto in quanto cittadini ma non possono candidarsi o partecipare alla vita politica.